# Parque nacional de Møysalen
El parque nacional de Møysalen (en noruego: Møysalen nasjonalpark) es un pequeño parque nacional de Noruega  situado en la isla de Hinnøya, en el condado de Nordland. El parque fue establecido en 2003 para conservar los paisajes alpinos costeros inalterados de la isla, caracterizados por los picos que sobresalen del mar y por los fiordos, siendo el punto más alto la montaña Møysalen, de 1262 metros de altura.
El parque está en gran medida inalterado según su estado natural. Este es uno de los pocos parques nacionales de Noruega que llega hasta el nivel del mar; varios fiordos se encuentran incluidos dentro de él. El parque también incluye áreas con bosque de abedules, además de las montañas. Hay muchos pantanos y humedales en el parque, pero la mayoría no son grandes. 
Las montañas escarpadas y las ricas costas próximas hacen que se reproduzcan en él numerosas aves marinas, así como abundantes poblaciones de roedores. Las aves incluyen el águila marina (Haliaeetus albicilla), el águila dorada (Aquila chrysaetos), el gerifalte (Falco rusticolus) y el halcón peregrino (Falco peregrinus). También hay otras aves raras y en peligro en el parque, incluyendo el esmerejón (Falco columbarius)  y el ratonero calzado (Buteo lagopus). La vida animal es típica por esta parte del condado de Nordland. La nutria (Lutrinae), considerada como especie vulnerable en Noruega, es común aquí. El área alrededor del Øksfjorden es una área central para los alces en la isla Hinnøya. Otras especies comunes son las liebres (Lepus), los zorros, los armiños y los visiones americanos.